# Piet Crous
Piet Crous est un boxeur sud-africain né le 2 juillet 1955 à Johannesburg.

## Carrière
Champion d'Afrique du Sud dans la catégorie mi-lourds entre 1981 et 1984, il devient champion du monde des poids lourds-légers WBA en battant aux points le 1er décembre 1984 Ossie Ocasio. Il perd sa ceinture lors de sa seconde défense face à l'américain Dwight Muhammad Qawi le 27 juillet 1985 (défaite par arrêt de l'arbitre au 11e round).